# Dr. Nasrs Wunderkammer
Dr. Nasrs Wunderkammer is een zesdelig televisieprogramma van de NTR. De aanleiding van deze serie is de Wunderkammer ofwel het rariteitenkabinet van de Nederlandse schrijver en acteur Ramsey Nasr. In iedere aflevering onderzoekt hij - samen met experts - de verhalen achter verschillende objecten uit zijn grote verzameling, de verbanden ertussen en hoe zij één systeem vormen. Naar eigen zeggen zijn het "wonderbaarlijke spullen" die Nasr "mooi of eng" vindt en die hem "doen reizen zonder te bewegen, naar de andere kant van de wereld of naar miljoenen jaren geleden". Zijn verzameling noemt hij "kennis en geschiedenis in een tastbare vorm" en "een manier om houvast te hebben".
Ten tijde van de opnames verzamelde Nasr sinds enkele jaren een grote verscheidenheid aan objecten. Sinds juni 2017 toont hij op Instagram onder de naam Dr. Nasrs Wunderkammer zijn verzameling, van foto's en gravuren tot aan korstmossen en opgezette dieren. In januari en februari 2020 liet Nasr in het tv-programma De Wereld Draait Door enkele objecten zien. Daar maakte hij bekend dat een deel van zijn verzameling tentoongesteld zou worden in Museum Gouda. Deze tentoonstelling was te zien vanaf 29 mei 2020. Naar aanleiding van de twee uitzendingen van De Wereld Draait Door werd Nasr benaderd door Tomtit Film met het voorstel een serie te maken.
In het radioprogramma Opium van NPO Radio 4 zei hij dat veel van de objecten weinig waarde hebben, maar "mooi zijn om naar te kijken of ze verbergen een verhaal, maar doordat ze een relatie aangaan met andere dingen in mijn Wunderkammer, dat het een geheel wordt". Ook grapte hij in de uitzending dat hij zijn verzameling een wunderhouse noemt. Inmiddels is zijn verzameling namelijk zo groot dat hij zal moeten verhuizen als hij op dezelfde voet doorgaat. In het radioprogramma OVT vertelde Nasr dat hij door het maken van deze serie veel heeft geleerd over zijn eigen verzameling. Hij bleek er vaak naast te zitten met zijn theorieën, wat soms tot teleurstelling leidde.
Nasr droeg de vijfde aflevering op aan zijn moeder, die tijdens het afronden van de serie overleed.
Dr. Nasrs Wunderkammer werd goed ontvangen. Het Belgische tijdschrift Humo, dat vierenhalf ster gaf, vergeleek de serie zelfs met "Boudewijn Büch op zijn beste dagen". Nasr zelf hoopt dat er een tweede seizoen komt.

## Afleveringen
1. 'Orde en chaos'; over de oorsprong van het concept van het rariteitenkabinet, verzamelen en categoriseren, en het onderzoeken van de natuur. (11 januari 2023)
2. 'Kijken en bekeken worden'; over illusies, wereldtentoonstellingen, pseudowetenschap, oude fotografie en oriëntalisme. (18 januari 2023)
3. 'Ons lichaam'; over het lichaam, anatomie, intimiteit, sensualiteit en homoseksualiteit. (25 januari 2023)
4. 'Hang naar duisternis'; over gruwel, wreedheid en oorlogsbeelden. (1 februari 2023)
5. 'Vergankelijkheid'; over de dood, nalatenschap en post-mortemfotografie. (8 februari 2023)
6. 'Leven als een verzamelaar'; over verzameldrang en het onderhouden van een rariteitenkabinet. (15 februari 2023)